# K-410 Smolensk
Il K-410 Smolensk è un SSGN russo appartenente alla classe Oscar II. Entrato in servizio nei primi anni novanta, risulta operativo nella Flotta del Nord.

## Storia
Il K-410 venne impostato presso il cantiere navale Sevmash, a Severodvinsk, il 9 dicembre 1986, ed entrò in servizio il 28 dicembre 1990. Il 14 marzo 1991 fu inquadrato nell'11ª Divisione della Flotta del Nord.
Il 6 aprile 1993 ricevette il nome di Smolensk, come l'omonima città della Russia europea.